# Zveza slovenskih kulturnih društev
Zveza slovenskih kulturnih društev (ZSKD) je kulturna organizacija slovenske narodne skupnosti v Italiji. Od svoje ustanovitve leta 1945 spodbuja izobraževanje, javno rabo slovenščine, razvoj kulturne dediščine in povezanih dejavnosti. Je združenje razvejanih kulturnih organizacij in društev skupnosti, ki imajo korenine v nacionalnih kulturnih dejavnostih 19. stoletja. Naziv današnje ZSKD se je v preteklosti večkrat spremenil: iz Slovensko-hrvatske prosvetne zveze v Zvezo slovenskih prosvetnih društev, nato v Slovensko prosvetno zvezo in na koncu ZSKD.
ZSKD vključuje 86 društev Tržaške, Goriške in Videmske pokrajine, izpostave so v Gorici, Trstu, Čedadu in na Solbici. Zveza krepi pomen razpršenih kulturnih društev, prireja kulturne dogodke na deželni in mednarodni ravni, sodeluje pri organizaciji kulturnih prireditev v Sloveniji, organizira izobraževanja, izdaja glasilo Stiki idr. ZSKD združuje zborovsko, godbeniško, gledališko, rekreacijsko, likovno, literarno in etnografsko dejavnost. Je članica Slovenske kulturno-gospodarske zveze, sodeluje tudi z Javnim skladom RS za kulturne dejavnosti, njeni partnerji pa so še kulturne organizacije znotraj Italije, tudi organizacije preostalih etničnih manjšin.